# Maria Firmina dos Reis
Maria Firmina dos Reis (* 11. Oktober 1825 in São Luís; † 1917 in Guimarães, Maranhão) war eine brasilianische Schriftstellerin. Sie gehörte neben Teresa Margarida da Silva e Orta zu den ersten brasilianischen Schriftstellerinnen und gilt als erste Vertreterin der südamerikanischen Négritude.

## Leben
Maria Firmina dos Reis wurde als uneheliche Tochter von João Pedro Esteves und Leonor Felipe dos Reis geboren; deswegen und als Mulattin war ihr der Zugang zu öffentlicher Bildung erschwert. Sie lernte viel mit einer mütterlichen Tante und dem Schriftsteller und Grammatiker Sotero dos Reis (einem Cousin ihrer Mutter). Mit zweiundzwanzig Jahren gewann sie eine öffentliche Ausschreibung für eine Stelle als Primarlehrerin in der Stadt Guimarães der Provinz Maranhão im Kaiserreich Brasilien.
Mit ihrem Erstlingswerk Úrsula, erschienen 1859 unter dem Pseudonym Uma Maranhense („Eine maranhensische Frau“), vertritt sie eine abolitionistische Position um das Schicksal der Sklavin Ursula. 1887 folgte thematisch ergänzend die Erzählung A Escrava („Die Sklavin“) mit der Figur der Isaura. 1871 veröffentlichte sie einen Gedichtband Cantos à beira-mar. Sie schrieb für literarische Zeitschriften, darunter Verdadeira Marmota, Semanário Maranhense, O Domingo, O País, Pacotilha und Federalista. 1880 eröffnete sie als erste Frau im Bundesstaat Maranhão eine gemischte Mädchen- und Knabenschule, was damals einen Skandal auslöste.
Ihr Pseudonym wurde erst 1975 anlässlich der Faksimile-Ausgabe „Úrsula“, herausgegeben von Horácio de Almeida, aufgedeckt. Die heutige Rezeption verdankt sie dem Interesse an der älteren südamerikanischen Frauenliteratur.

## Wirkung
Nach ihr wurde eine Kulturwoche in ihrer Geburtsstadt São Luís do Maranhão benannt, 2010 die vierte Semana Cultural Maria Firmina dos Reis.

## Werke
- Úrsula. 1859 (Roman über die Sklavin Úrsula).
  - Úrsula. Gráfica Olímpica Editora, Rio de Janeiro 1975 (Faksimile-Ausgabe der Ausgabe 1859).
  - Luiza Lobo (Hrsg.): Úrsula. 3. Auflage. Presença, Rio de Janeiro 1988, ISBN 85-252-0035-2 (Faksimile-Ausgabe der Ausgabe von 1859).
  - Eduardo de Assis Duarte (Hrsg.): Úrsula: romance. A Escrava: conto. Editora Mulheres, Florianópolis/Belo Horizonte 2004, ISBN 85-86480-37-1 (PUC Minas; weitere Auflage 2009).
- 1871 Cantos à beira-mar (Gedichte am Meer)
  - Maria Firmina dos Reis, José Nascimento Morais Filho (Hrsg.): Cantos à beira-mar. 2. Auflage. J. N. Morais Filho, São Luís do Maranhão 1976, OCLC 494335967 (Faksimile-Ausgabe der Ausgabe von 1871).
- A escrava. In: Revista Maranhense. Band 1, Nr. 3, 1887 (Erzählung über die Sklavin Isaura).
  - Neuausgabe enthalten in: Úrsula. Florianópolis 2004.